# فهرست نمایندگان استان یزد در مجالس قانونگذاری
نمایندگان یزد در دوره‌های مختلف مجالس قانونگذاری:

## نمایندگان یزد در مجلس شورای ملی

### نمایندگان اردکان
- سید محمود جلیلی
- محمدحسین حکمت یزدی
- ایرج ملک‌افضلی
- منوچهر یزدی

### نمایندگان تفت
- محمدحسن حکمت یزدی
- حسن صدر
- مهدی لاری

### نمایندگان یزد
- شیخ عبدالکریم
- عمادالاسلام
- میرزا رضاخان نایینی
- آقا سید علی آقا یزدی
- میرزا عباس یزدی
- میرزا احمد قزوینی
- نواب وکیل
- سید کاظم جلیلی یزدی
- سید ابوالحسن حائری‌زاده
- هادی طاهری
- محمد فرخی یزدی
- میرزا محمدحسین نواب
- محمدعلی رشتی
- رضا صراف‌زاده
- سید ضیاءالدین طباطبایی
- محمد هراتی
- سید عباس فاضلی
- حسین کوراوغلی
- ضیا طاهری
- عباس‌علی نصیری‌زاده

## نمایندگان یزد در مجلس موسسان

### مجلس موسسان چهارم
محمد صدوقی

## نمایندگان یزد در مجلس شورای اسلامی

### نمایندگاناردکان
- سید محمد خاتمی
- سید محمد حسینی‌نژاد
- سید اکبر حسینی نژاد
- محمدرضا تابش

### نمایندگان بافق، ابرکوه، خاتم و مهریز
- ابوالقاسم وافی
- دکتر فرزاد
- سید محمدتقی محصل همدانی
- سید محمدکاظم مرتضوی
- کاظم فرهمند
- دخیل‌عباس زارع‌زاده مهریزی
- محمدرضا صباغیان

### نمایندگان تفت و میبد
- سراج‌الدین وحیدی مهرجردی
- سید جلال یحیی‌زاده فیروزآباد
- سید اسماعیل داودی شمسی
- کمال دهقانی فیروزآبادی
- سید جلیل میرمحمدی میبدی

### نمایندگان یزد
- سید رضا پاک‌نژاد
- سید جلیل صدر طباطبایی
- سید محمد رضوی یزدی
- سید عباس پاک‌نژاد
- علی‌اکبر اولیا
- محمدصالح جوکار